# Сусол (хутір)
Сусол — хутір Октябрського району Ростовської області. Входить до складу Красюківського сільського поселення.